# Bartlett (Tennessee)
Bartlett è una città degli Stati Uniti d'America, nella contea di Shelby, nello Stato del Tennessee. Nel 2020 la popolazione residente ammontava a 57.786 abitanti.